# Iso Korkiakari
Iso Korkiakari eller Pihluksen Korkiakari är en ö i Finland. Den ligger i Bottenhavet och i kommunen Raumo i den ekonomiska regionen  Raumo ekonomiska region i landskapet Satakunta, i den sydvästra delen av landet. Ön ligger omkring 41 kilometer sydväst om Björneborg och omkring 220 kilometer nordväst om Helsingfors.
Öns area är 17,3 hektar och dess största längd är 0,6 kilometer i sydöst-nordvästlig riktning.